# Liste der Mitglieder des Landtags von Waldeck-Pyrmont 1902–1905
Diese Liste nennt die Liste der Mitglieder des Landtags von Waldeck-Pyrmont 1902–1905.
1852 verabschiedete Fürst Georg Victor die Verfassungsurkunde für die Fürstentümer Waldeck und Pyrmont. Damit wurde ein neues Wahlrecht bestimmt und 1902 der 19. Landtag nach diesem Wahlrecht gewählt. Gewählt wurden 15 Abgeordnete in indirekter Wahl in Mehrpersonenwahlkreisen. Diese Wahlkreise entsprachen den vier Landkreisen, wobei je Kreis vier Abgeordnete gewählt wurden. Ausnahme war Pyrmont, wo drei Abgeordnete gewählt wurden. Rechtsgrundlage der Wahl war das Wahlgesetz vom 17. August 1852 (Wald. Reg. Bl., S. 163) in der Fassung vom 2. August 1856 (Wald. Reg. Bl., S. 75).

## Liste der Abgeordneten
Die so bestimmten Abgeordneten waren: 
| Wahlbezirk           | Abgeordneter       | Anmerkungen |
| -------------------- | ------------------ | ----------- |
| Kreis der Twiste     | Heinrich Schwaner  |             |
| Kreis der Twiste     | Johannes Bach      |             |
| Kreis der Twiste     | Friedrich Bender   |             |
| Kreis der Twiste     | Heinrich Welle     |             |
| Kreis des Eisenbergs | Robert Waldeck     |             |
| Kreis des Eisenbergs | Eduard Emde        |             |
| Kreis des Eisenbergs | Heinrich Böhle     |             |
| Kreis des Eisenbergs | Ludwig Lange       |             |
| Kreis der Eder       | Christian Hertel   |             |
| Kreis der Eder       | Justus Lippe       |             |
| Kreis der Eder       | Adolf Klapp        |             |
| Kreis der Eder       | Hermann Gießelmann |             |
| Kreis Pyrmont        | Franz Wackermann   |             |
| Kreis Pyrmont        | Gustav Baumbach    |             |
| Kreis Pyrmont        | Adrian Schücking   |             |